# Théâtre de Pétra

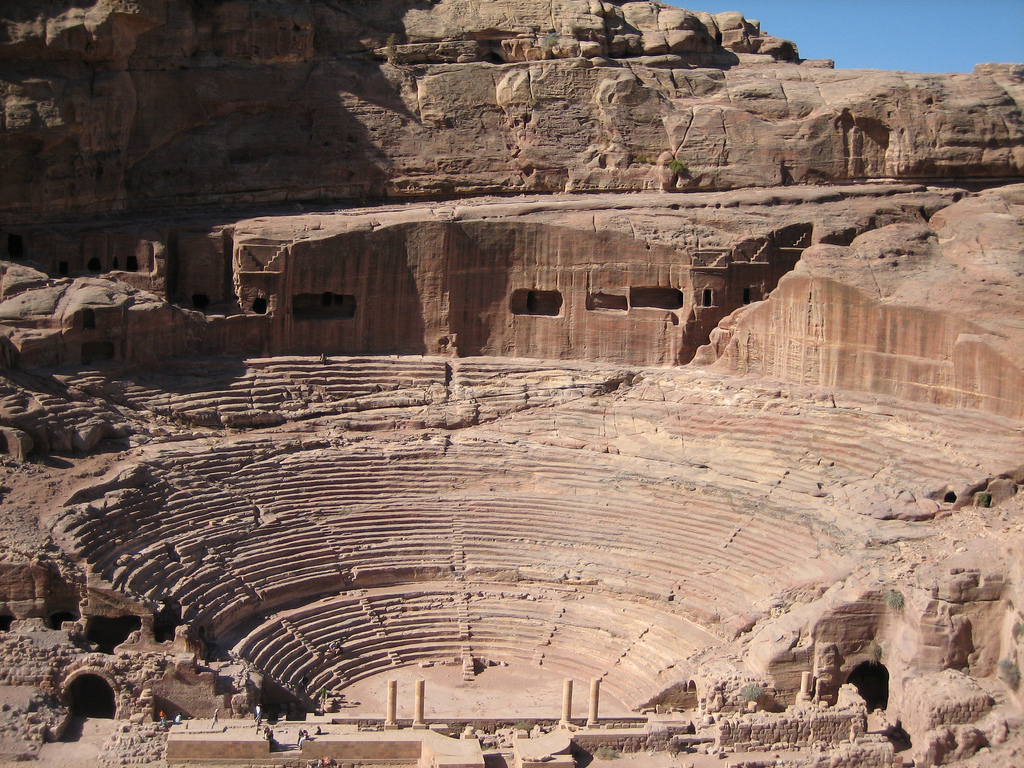
Vue générale du théâtre de Pétra.

Le théâtre de Pétra (en arabe : مسرح البتراء) est un théâtre nabatéen du Ier siècle de notre ère, situé à 600 m du centre de Pétra. Une partie substantielle du théâtre a été taillée dans la roche solide, tandis que la scène et le mur extérieur ont été construits. L'auditorium du théâtre se compose de trois sections horizontales de sièges séparées par des passages et sept escaliers à monter. Le théâtre pouvait accueillir un nombre d'environ 8 500 personnes, plus que le nombre estimé du théâtre antique d'Amman,. Le théâtre de Petra suit des modèles architecturaux similaires aux théâtres romains, ce qui améliore l'acoustique supérieure,.

## Histoire
Le théâtre a été construit à l'apogée culturel et politique du royaume nabatéen sous Arétas IV (9 av. J.-C. - 40 ap. J.-C.), où de grands projets de construction civique ont été menés à Petra et dans d'autres villes commerciales nabatéennes importantes du Hedjaz et du Néguev, avant l'incorporation du royaume en tant que province Arabia Petraea dans l'Empire romain.
Bien que de conception romaine, le fait d'être sculpté plutôt que construit est une caractéristique du style nabatéen et non une manière romaine. Les chapiteaux floraux du théâtre sont également un élément artistique typiquement nabatéen. Un premier agrandissement a été apporté au théâtre par le fils d'Arétas IV, Malichos II, puis par les Romains qui ont reconstruit le mur extérieur entre 106 et 150.
Déjà mentionné par Jean Louis Burckhardt en 1830, le théâtre est exhumé en 1961 par une équipe d'archéologues américains autour de P. C. Hammond en collaboration avec le Département des Antiquités de Jordanie.

## Description
Lors de l'aménagement du théâtre sur un versant, plusieurs tombes creusées dans la roche ont été détruites. La structure correspond à la description de Vitruve,. La cavea se compose de deux galeries horizontales (praecinctiones), divisées en six cunei par sept escaliers. Des couloirs voûtés (vomitoria) au fond de la scène permettaient d'accéder aux sièges des spectateurs.
La façade (scaenae) de la scène (scaenae frons) était ornée de statues d'Aphrodite, d'Hermès et d'Héraclès. Des céramiques datant du début du Ier siècle ont été découvertes dans le système de drainage du théâtre.

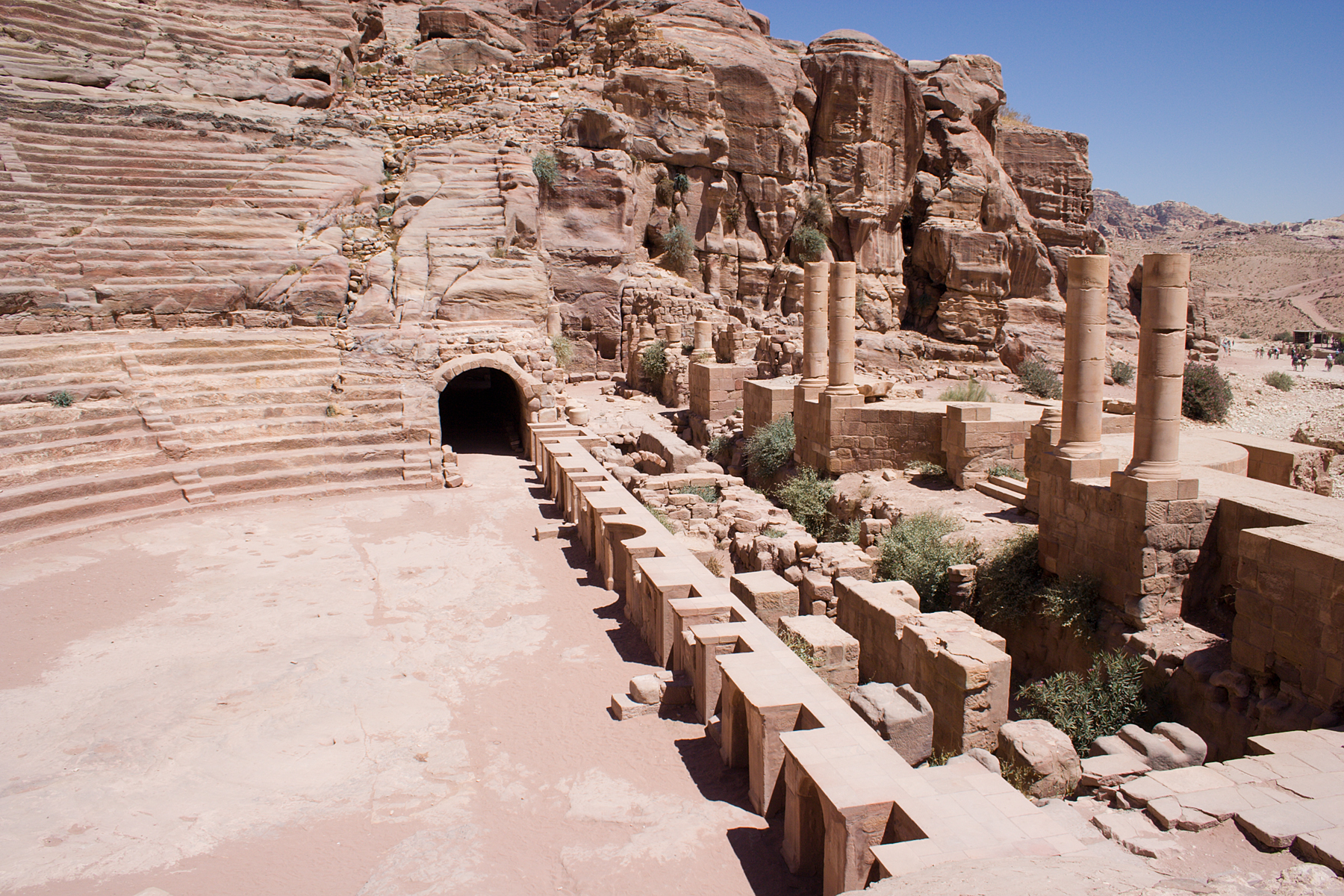
La scène du théâtre.
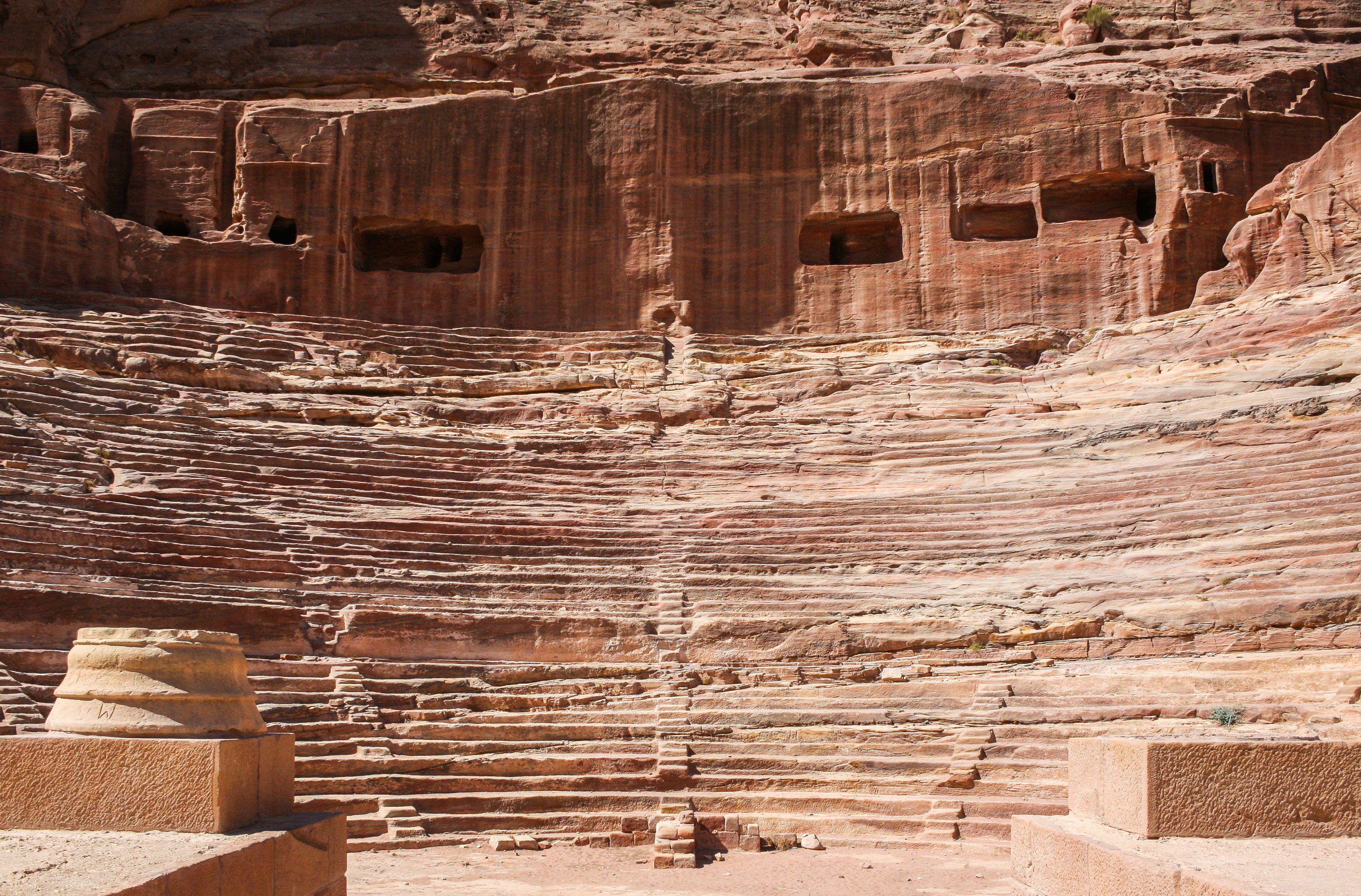
Vue rapprochée.
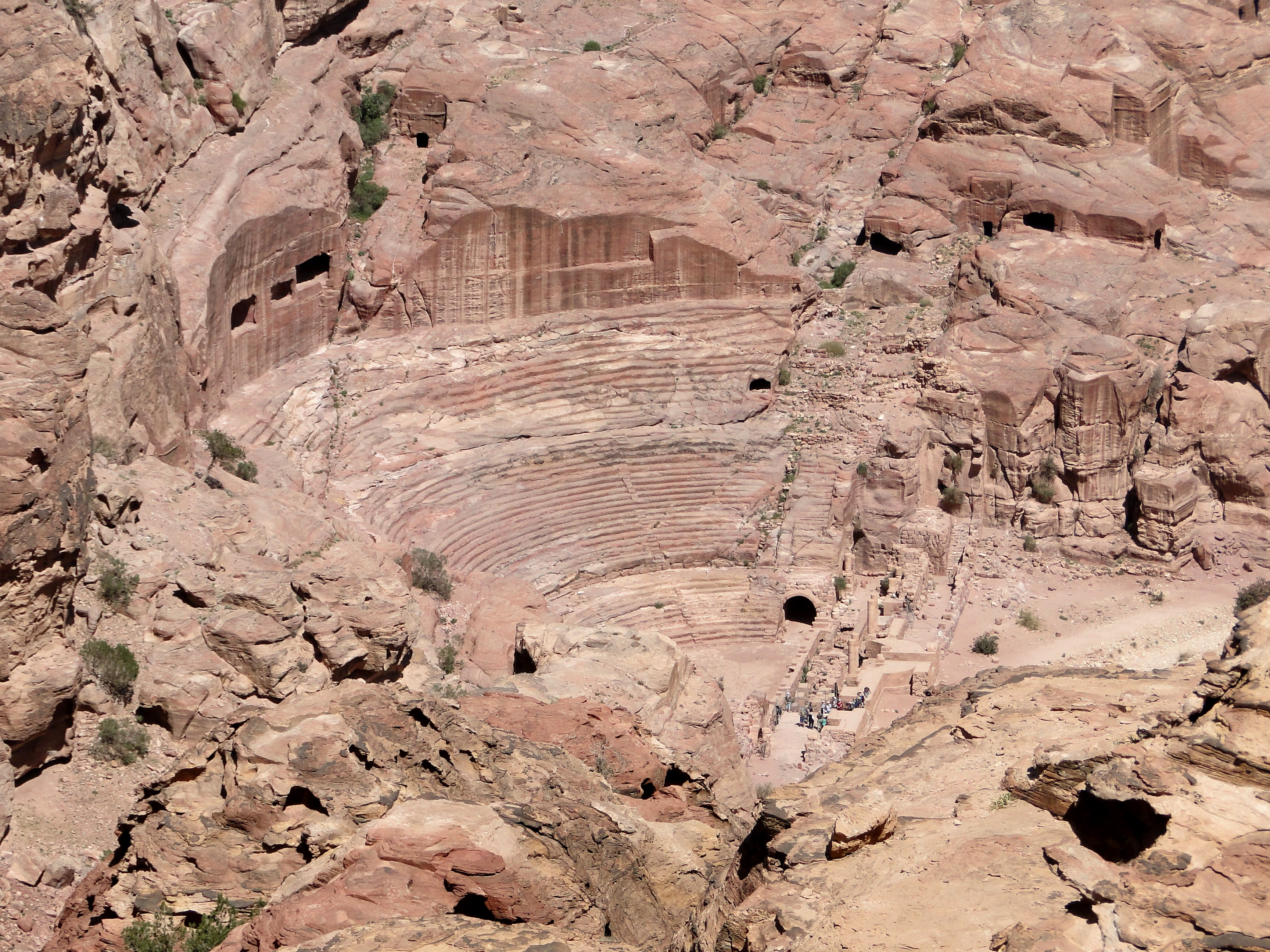
Vue aérienne du théâtre.